# Léna Grandveau
Léna Grandveau, née le 21 janvier 2003 à Beaune (Côte-d'Or), est une handballeuse internationale française évoluant au poste de demi-centre au Metz Handball, en Division 1. À l'âge de 20 ans, elle est championne du monde 2023 avec l'équipe de France, l'aidant à s'imposer face à la Norvège en marquant les quatre derniers buts de son équipe en finale, qui permettent aux Bleues d'accrocher une troisième étoile à leur maillot. 

## Biographie

### Formation et parcours en club
Originaire de Côte-d'Or, elle commence à pratiquer le handball à l'âge de 5 ans et demi au Beaune HB, club où elle évolue durant 9 années avant de rejoindre le Chevigny Saint Sauveur. En parallèle à celui-ci, elle intègre le Pôle Espoirs de Besançon, où durant trois saisons, elle décroche deux titres de championnes de France junior et obtient une seconde place en championnat. Sa bonne lecture de jeu, couplée à sa vitesse et à ses bons appuis, la font dès lors évoluer au poste de demi-centre après avoir débuté en tant qu'arrière et gardienne de but. En 2020, elle rejoint le centre de formation de Bourg-de-Péage puis effectue à 17 ans ses débuts en Division 1 avec l'équipe première. Bénéficiant d'un temps de jeu conséquent du fait de l'absence de Marta Mangué, elle inscrit 57 buts en 15 matchs et vit une première année de cursus très aboutie. Elle signe dans la foulée son premier contrat professionnel en faveur du club drômois, pour une durée de 2 saisons. En 2022, Bourg-de-Péage étant en proie à de grandes difficultés financières, elle est transférée aux Neptunes de Nantes pour une saison, plus une en option,.

### En sélection
Avec l'équipe de France des moins de 20 ans, elle est médaillée de bronze lors du Championnat d'Europe 2021 (en), tournoi où elle inscrit 39 buts et est élue meilleure demi-centre par l'EHF. En septembre 2022, elle est appelée pour la première fois en équipe de France A par le sélectionneur Olivier Krumbholz, dans le cadre de la préparation au Championnat d'Europe 2022, sans prendre part aux matchs amicaux face à l'Allemagne. Elle dispute sa première rencontre internationale un mois plus tard, le 30 octobre, face à la Pologne à la H Arena de Nantes — victoire des Bleues 30 à 19 —, pour le dernier match de préparation avant l'Euro. Elle figure sur la liste des 20 joueuses retenues pour l'évènement,. 
Sélectionnée en équipe de France pour le championnat du monde 2023, Léna Grandveau se distingue en finale face à la Norvège, en marquant les quatre derniers buts des Bleues (score final : 31-28), qui leur permettent de remporter le titre et d'accrocher une troisième étoile à leur maillot.

## Palmarès

### En sélection
Championnats du monde
- médaille d’or au championnat du monde 2023

#### Jeux olympiques
- médaille d'argent aux Jeux olympiques de Paris en 2024

Autres
- Médaille de bronze au Championnat d'Europe des moins de 19 ans 2021 (en).

### En club
Compétitions internationales
- 3e de la Ligue européenne en 2024

Compétitions nationales
- 3e du Championnat de France en 2023
- Demi-finaliste de la Coupe de France en 2024

### Récompenses individuelles
- élue meilleure demi-centre du Championnat d'Europe des -19 ans 2021 (en)
- élue meilleure jeune handballeuse mondiale de l'année en 2023[11]

## Décorations
- Chevalier de l'ordre national du Mérite (2024)[12]